# Leichtathletik-Weltmeisterschaften 2015/Teilnehmer (Deutschland)
| Gelbes Symbol für Goldmedaillen mit stilisierten Olympischen Ringen | Graues Symbol für Silbermedaillen mit stilisierten Olympischen Ringen | Braundes Symbol für Bronzemedaillen mit stilisierten Olympischen Ringen |
| ------------------------------------------------------------------- | --------------------------------------------------------------------- | ----------------------------------------------------------------------- |
| 2                                                                   | 3                                                                     | 3                                                                       |

Der Deutsche Leichtathletik-Verband entsandte insgesamt 66 Teilnehmer zu den Leichtathletik-Weltmeisterschaften 2015 in der chinesischen Hauptstadt Peking.
Der Titelverteidiger und Olympiasieger von 2012 im Diskuswurf, Robert Harting, dem durch eine Wildcard die Teilnahme auch ohne Wettkampfergebnis der laufenden Saison möglich gewesen wäre, erklärte kurz vor den Weltmeisterschaften, dass er aufgrund seiner noch nicht vollständig auskurierten Kreuzbandverletzung in Peking nicht starten werde.

## Medaillen
Mit zwei gewonnenen Gold-, drei Silber- und drei Bronzemedaillen belegte das deutsche Team Rang 7 im Medaillenspiegel.

### Medaillengewinner
| Gold - Christina Schwanitz: Kugelstoßen - Katharina Molitor: Speerwurf | Silber - Raphael Holzdeppe: Stabhochsprung - David Storl: Kugelstoßen - Cindy Roleder: 100 m Hürden | Bronze - Rico Freimuth: Zehnkampf - Gesa Felicitas Krause: 3000 m Hindernis - Nadine Müller: Diskuswurf |

## Ergebnisse

### Männer

#### Laufdisziplinen
| Athlet | Disziplin    | Vorlauf         | Vorlauf         | Halbfinale         | Halbfinale         | Finale                  | Finale                  |
| Athlet | Disziplin    | Zeit            | Platz           | Zeit               | Platz              | Zeit                    | Platz                   |
| --- | ------------ | --------------- | --------------- | ------------------ | ------------------ | ----------------------- | ----------------------- |
| Julian Reus                                                                                               | 100 m        | 10,14 s         | 24              | 10,28 s            | 24                 | nicht qualifiziert      | nicht qualifiziert      |
| Julian Reus                                                                                               | 200 m        | 20,51 s         | 31              | nicht qualifiziert | nicht qualifiziert | nicht qualifiziert      | nicht qualifiziert      |
| Sven Knipphals                                                                                            | 100 m        | 10,31 s         | 37              | nicht qualifiziert | nicht qualifiziert | nicht qualifiziert      | nicht qualifiziert      |
| Robin Erewa                                                                                               | 200 m        | 20,67 s         | 38              | nicht qualifiziert | nicht qualifiziert | nicht qualifiziert      | nicht qualifiziert      |
| Julian Reus Sven Knipphals Alexander Kosenkow Aleixo-Platini Menga Reserve: Robert Hering Lucas Jakubczyk | 4 × 100 m    | 38,57 s         | 9               |                    |                    | 38,15 s                 | 4                       |
| Robin Schembera                                                                                           | 800 m        | 1:48,04 min     | 24              | nicht qualifiziert | nicht qualifiziert | nicht qualifiziert      | nicht qualifiziert      |
| Richard Ringer                                                                                            | 5000 m       | 13:19,84 min    | 7               |                    |                    | 14:03,72 min            | 14                      |
| Arne Gabius                                                                                               | 10.000 m     |                 |                 |                    |                    | 28:24,47 min            | 17                      |
| Gregor Traber                                                                                             | 110 m Hürden | 13,44 s         | 15              | 13,37 s            | 12                 | nicht qualifiziert      | nicht qualifiziert      |
| Matthias Bühler                                                                                           | 110 m Hürden | 13,35 s         | 7               | 13,34 s            | 11                 | nicht qualifiziert      | nicht qualifiziert      |
| Alexander John                                                                                            | 110 m Hürden | disqualifiziert | disqualifiziert | -                  | -                  | -                       | -                       |
| Christopher Linke                                                                                         | 20 km Gehen  |                 |                 |                    |                    | 1:26:10 h               | 38                      |
| Nils Brembach                                                                                             | 20 km Gehen  |                 |                 |                    |                    | 1:25:21 h               | 34                      |
| Hagen Pohle                                                                                               | 20 km Gehen  |                 |                 |                    |                    | 1:22:29 h               | 18                      |
| Carl Dohmann                                                                                              | 50 km Gehen  |                 |                 |                    |                    | Wettkampf nicht beendet | Wettkampf nicht beendet |

#### Sprung/Wurf
| Athlet            | Disziplin      | Qualifikation | Qualifikation | Finale             | Finale             |
| Athlet            | Disziplin      | Weite/Höhe    | Platz         | Weite/Höhe         | Platz              |
| ----------------- | -------------- | ------------- | ------------- | ------------------ | ------------------ |
| Eike Onnen        | Hochsprung     | 2,31 m        | 6             | 2,25 m             | 12                 |
| Mateusz Przybylko | Hochsprung     | 2,22 m        | 28            | nicht qualifiziert | nicht qualifiziert |
| Raphael Holzdeppe | Stabhochsprung | 5,70 m        | 15            | 5,90 m             | Silber             |
| Tobias Scherbarth | Stabhochsprung | 5,70 m        | 7             | 5,65 m             | 7                  |
| Carlo Paech       | Stabhochsprung | 5,65 m        | 17            | nicht qualifiziert | nicht qualifiziert |
| Fabian Heinle     | Weitsprung     | 7,96 m        | 14            | nicht qualifiziert | nicht qualifiziert |
| Alyn Camara       | Weitsprung     | 7,66 m        | 24            | nicht qualifiziert | nicht qualifiziert |
| David Storl       | Kugelstoßen    | 21,26 m       | 2             | 21,74 m            | Silber             |
| Christoph Harting | Diskuswurf     | 64,23 m       | 6             | 63,94 m            | 8                  |
| Martin Wierig     | Diskuswurf     | 61,35 m       | 19            | nicht qualifiziert | nicht qualifiziert |
| Daniel Jasinski   | Diskuswurf     | 61,70 m       | 15            | nicht qualifiziert | nicht qualifiziert |
| Thomas Röhler     | Speerwurf      | 83,23 m       | 7             | 87,41 m            | 4                  |
| Johannes Vetter   | Speerwurf      | 80,86 m       | 12            | 83,79 m            | 7                  |
| Andreas Hofmann   | Speerwurf      | 86,14 m       | 1             | 86,01 m            | 6                  |
| Lars Hamann       | Speerwurf      | 79,59 m       | 16            | nicht qualifiziert | nicht qualifiziert |

#### Zehnkampf
| Athlet           | Disziplin | 100 m   | Weit- sprung | Kugel- stoßen | Hoch- sprung | 400 m   | 110 m Hürden | Diskus- wurf | Stabhoch- sprung | Speer- wurf | 1500 m      | Punkte | Platz  |
| ---------------- | --------- | ------- | ------------ | ------------- | ------------ | ------- | ------------ | ------------ | ---------------- | ----------- | ----------- | ------ | ------ |
| Kai Kazmirek     | Ergebnis  | 10,90 s | 7,40 m       | 14,27 m       | 2,10 m       | 46,83 s | 14,39 s      | 40,08 m      | 5,20 m           | 62,55 m     | 4:35,61 min | 8448   | 6      |
| Kai Kazmirek     | Punkte    | 883     | 910          | 745           | 896          | 967     | 925          | 666          | 972              | 776         | 708         | 8448   | 6      |
| Michael Schrader | Ergebnis  | 10,78 s | 7,71 m       | 14,32 m       | 1,95 m       | 47,12 s | 14,19 s      | 44,58 m      | 4,60 m           | 62,09 m     | 4:22,30 min | 8418   | 7      |
| Michael Schrader | Punkte    | 910     | 987          | 748           | 758          | 952     | 950          | 758          | 790              | 769         | 796         | 8418   | 7      |
| Rico Freimuth    | Ergebnis  | 10,51 s | 7,51 m       | 15,50 m       | 1,95 m       | 47,82 s | 13,91 s      | 50,17 m      | 4,80 m           | 60,61 m     | 4:37,05 min | 8561   | Bronze |
| Rico Freimuth    | Punkte    | 973     | 937          | 820           | 758          | 918     | 986          | 874          | 849              | 747         | 699         | 8561   | Bronze |

### Frauen

#### Laufdisziplinen
| Athletin                                                                                                  | Disziplin        | Vorlauf     | Vorlauf | Halbfinale         | Halbfinale         | Finale             | Finale             |
| Athletin                                                                                                  | Disziplin        | Zeit        | Platz   | Zeit               | Platz              | Zeit               | Platz              |
| --- | ---------------- | ----------- | ------- | ------------------ | ------------------ | ------------------ | ------------------ |
| Verena Sailer                                                                                             | 100 m            | 11,41 s     | 30      | nicht qualifiziert | nicht qualifiziert | nicht qualifiziert | nicht qualifiziert |
| Rebekka Haase                                                                                             | 100 m            | 11,29 s     | 23      | nicht qualifiziert | nicht qualifiziert | nicht qualifiziert | nicht qualifiziert |
| Gina Lückenkemper                                                                                         | 100 m            | 11,34 s     | 28      | nicht qualifiziert | nicht qualifiziert | nicht qualifiziert | nicht qualifiziert |
| Rebekka Haase Alexandra Burghardt Gina Lückenkemper Verena Sailer Reserve: Yasmin Kwadwo Anna-Lena Freese | 4 × 100 m        | 42,64 s     | 7       |                    |                    | 42,64 s            | 5                  |
| Fabienne Kohlmann                                                                                         | 800 m            | 2:01,42 min | 27      | 1:59,42 min        | 15                 | nicht qualifiziert | nicht qualifiziert |
| Christina Hering                                                                                          | 800 m            | 2:00,36 min | 11      | 2:00,81 min        | 23                 | nicht qualifiziert | nicht qualifiziert |
| Cindy Roleder                                                                                             | 100 m Hürden     | 12,86 s     | 6       | 12,79 s            | 6                  | 12,59 s            | Silber             |
| Gesa Felicitas Krause                                                                                     | 3000 m Hindernis | 9:24,92 min | 2       |                    |                    | 9:19,25 min        | Bronze             |

#### Sprung/Wurf
| Athletin                   | Disziplin      | Qualifikation | Qualifikation | Finale             | Finale             |
| Athletin                   | Disziplin      | Weite/Höhe    | Platz         | Weite/Höhe         | Platz              |
| -------------------------- | -------------- | ------------- | ------------- | ------------------ | ------------------ |
| Marie-Laurence Jungfleisch | Hochsprung     | 1,92 m        | 1             | 1,99 m             | 6                  |
| Silke Spiegelburg          | Stabhochsprung | 4,45 m        | 17            | nicht qualifiziert | nicht qualifiziert |
| Lisa Ryzih                 | Stabhochsprung | 4,55 m        | 6             | 4,60 m             | 12                 |
| Martina Strutz             | Stabhochsprung | 4,55 m        | 1             | 4,60 m             | 8                  |
| Lena Malkus                | Weitsprung     | 6,46 m        | 22            | nicht qualifiziert | nicht qualifiziert |
| Sosthene Moguenara         | Weitsprung     | 6,23 m        | 27            | nicht qualifiziert | nicht qualifiziert |
| Malaika Mihambo            | Weitsprung     | 6,84 m        | 3             | 6,79 m             | 6                  |
| Kristin Gierisch           | Dreisprung     | 13,95 m       | 11            | 14,25 m            | 8                  |
| Christina Schwanitz        | Kugelstoßen    | 19,39 m       | 1             | 20,37 m            | Gold               |
| Julia Fischer              | Diskuswurf     | 63,38 m       | 4             | 63,88 m            | 5                  |
| Nadine Müller              | Diskuswurf     | 64,39 m       | 3             | 65,53 m            | Bronze             |
| Shanice Craft              | Diskuswurf     | 62,73 m       | 6             | 63,10 m            | 7                  |
| Betty Heidler              | Hammerwurf     | 70,60 m       | 9             | 72,56 m            | 7                  |
| Kathrin Klaas              | Hammerwurf     | 71,41 m       | 7             | 73,18 m            | 6                  |
| Christina Obergföll        | Speerwurf      | 61,10 m       | 5             | 64,61 m            | 4                  |
| Katharina Molitor          | Speerwurf      | 63,23 m       | 9             | 67,69 m            | Gold               |
| Linda Stahl                | Speerwurf      | 63,52 m       | 8             | 59,88 m            | 10                 |
| Christin Hussong           | Speerwurf      | 65,92 m       | 1             | 62,98 m            | 6                  |

#### Siebenkampf
| Athletin        | Disziplin | 100 m Hürden | Hochsprung | Kugelstoßen | 200 m   | Weitsprung | Speerwurf | 800 m            | Punkte                  | Platz                   |
| --------------- | --------- | ------------ | ---------- | ----------- | ------- | ---------- | --------- | ---------------- | ----------------------- | ----------------------- |
| Carolin Schäfer | Ergebnis  | 13,40 s      | 1,80 m     | 13,31 m     | 24,22 m | -          | 45,21 m   | nicht angetreten | Wettkampf nicht beendet | Wettkampf nicht beendet |
| Carolin Schäfer | Punkte    | 1065         | 978        | 748         | 960     | 0          | 768       | 0                | Wettkampf nicht beendet | Wettkampf nicht beendet |
| Claudia Rath    | Ergebnis  | 13,44 s      | 1,80 m     | 13,09 m     | 24,15 s | 6,61 m     | 41,31 m   | 2:09,66 min      | 6441                    | 5                       |
| Claudia Rath    | Punkte    | 1059         | 978        | 733         | 966     | 1043       | 692       | 970              | 6441                    | 5                       |
| Jennifer Oeser  | Ergebnis  | 13,67 s      | 1,83 m     | 13,81 m     | 25,03 s | 6,17 m     | 46,45 m   | 2:13,89 min      | 6308                    | 10                      |
| Jennifer Oeser  | Punkte    | 1026         | 1016       | 781         | 884     | 902        | 791       | 908              | 6308                    | 10                      |